# França
França es una freguesia portuguesa del municipio de Braganza, con 56,16 km² de superficie y 275 habitantes (2001). Su densidad de población es de 4,9 hab/km².

## Galería

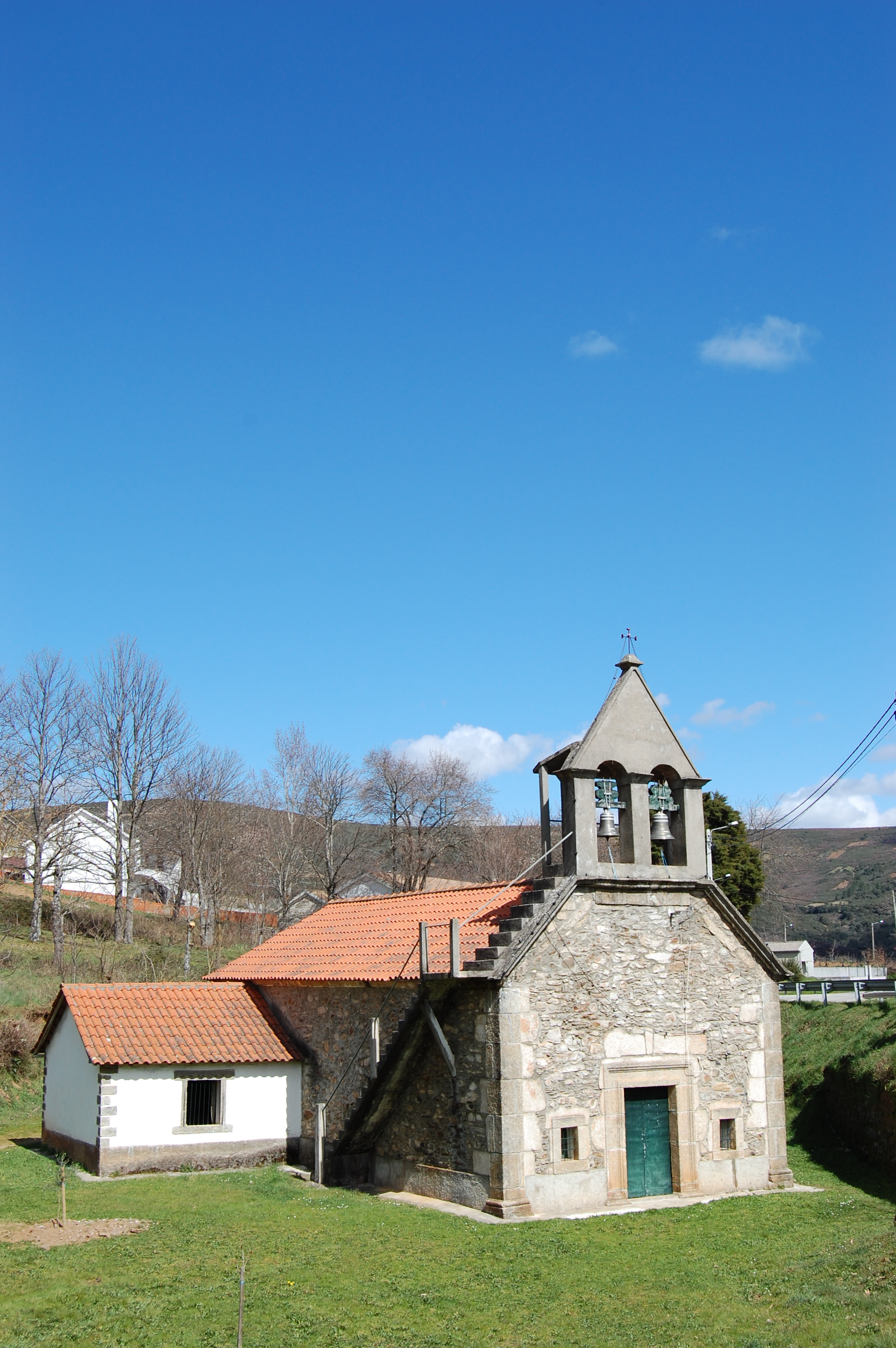
Capilla de Nossa Senhora da Ponte.